# Académie rhénane
L'Académie rhénane est une société savante fondée en 1950 à Strasbourg (Bas-Rhin) sous le nom d’Académie des Marches de l’Est, à l’initiative d’un groupe d'enseignants et d'étudiants strasbourgeois avec l'objectif de créer une académie littéraire régionale alsacienne et d'accroître le rayonnement de la culture en Alsace et au-delà de ses frontières immédiates.
Elle est suivie dans le Haut-Rhin par la constitution en 1952 de l'Académie d'Alsace à Colmar.

## Prix décernés
L'académie décerne des prix thématiques dans les catégories Arts, Littérature, Musique et Sciences. 

### Le prix Europe
Le « Prix Europe » décerné chaque année n'est pas limité à une catégorie particulière :
- 2000 : Arte
- 2001 : François Brunagel[2]
- 2002 : Rudolf Joachim von Thadden
- 2003 : Gabriel de Broglie
- 2004 : Hans-Christian Krûger du Conseil de l'Europe
- 2005 : Lucienne Schmitt, présidente du « Centre international d'initiation aux droits de l'homme »
- 2006 : Daniel Kern, facteur d’orgues
- 2007 : Alfred Grosser, politologue, sociologue et historien
- 2008 : Simone Veil, ancienne ministre
- 2009 : Jean-Claude Juncker en 2009[3]
- 2010 : Alain Duhamel
- 2011 : Serge Fauchereau
- 2012 : Jean Weber, président du Pôle européen d'administration publique
- 2013 : Reinhold Würth, collectionneur d'art moderne et contemporain
- 2014 : Roland Recht, historien de l'art, professeur au Collège de France, membre de l'Académie des inscriptions et belles-lettres
- 2015 : Catherine Trautmann
- 2016 : Joseph Daul, député au Parlement européen
- 2017 : Marc Mimram, ingénieur et architecte, concepteur de la passerelle du Jardin des deux rives
- 2018 : Joëlle Pijaudier-Cabot, directrice de musées
- 2019 : frère Rémy Valléjo, dominicain[4]
- 2020 : association MIRA (Mémoire des Images Réanimées d'Alsace)